# 삼성 갤럭시 탭 S 10.5
삼성 갤럭시 탭 S 10.5(Samsung GALAXY Tab S 10.5)는 삼성전자에서 제조/판매하는 안드로이드 태블릿 컴퓨터다.
2014년 6월 12일 갤럭시 프리미어 2014 행사에서 발표되어, 2014년 6월 27일 출시하였다.

## 연혁
- 2014년 6월 12일 : 갤럭시 프리미어 2014에서 공개[2][3]
- 2014년 6월 27일 : 제품 출시[4]

## 외형
갤럭시 S5와 동일한 재질과 동일한 펀칭 패턴이 작용되었다.

## 변형 기종

### 대한민국SM-T805S/K/L
SK텔레콤, KT, LG 유플러스를 통해 출시된 모델로, 광대역 LTE-A를 지원한다.

### 중국SM-T805C
표준 LTE 모델과 동일하며, WCDMA, TD-SCDMA, TD-LTE를 지원한다.

### 미국

#### SM-T807A
AT&T를 통해 출시된 모델이다.

#### SM-T807V
버라이즌 와이어리스를 통해 출시된 모델이다.
엑시노스가 아닌 스냅드래곤800이다.

#### SM-T807P
TD-LTE(TDD방식을 이용한 LTE, 이중통신 중 시분할 이중통신)를 이용한 모델이다.

## 색상
- 티타늄 브론즈
- 대즐링 화이트

## 지문 인식
홈버튼에 스와이프 방식의 지문 인식 센서가 내장되어 있으며, 이를 잠금화면 해제, 갤러리등의 사적인 애플리케이션의 보호, 결제등에 활용할 수 있다.

## 운영 체제/소프트웨어

### 안드로이드 4.4 킷캣
안드로이드 OS 4.4.2 킷캣을 탑재하여 출시했다.

### 안드로이드 5.0 롤리팝
안드로이드 OS 5.0.2 롤리팝으로 업데이트되었다.

### 안드로이드 6.0 마시멜로
안드로이드 OS 6.0.1 마시멜로로 업데이트되었다.

## 같이 보기
- 삼성 갤럭시 탭 S 8.4
- 삼성 갤럭시 탭 4
- 삼성 갤럭시 노트 10.1 2014 에디션
- 삼성 갤럭시 노트 프로 12.2
- 삼성 갤럭시 탭 프로